# Izland az olimpiai játékokon

1912
Izland ekkor még Dánia része volt, de önálló csapattal indult

Izland első alkalommal 1912-ben vett részt az olimpiai játékokon, de a következő 4 játékokon nem képviseltette magát egyetlen olimpikonnal sem, azonban az 1936-os visszatérésük óta minden nyári olimpiánon versenyeztek sportolói. Izland 1948 óta szerepel a téli olimpiai játékokon is, és mindössze csak egy eseményen, az 1972-es játékokon nem voltak az országnak képviselői.
Az izlandi sportolók összesen négy érmet szereztek; kettőt atlétikában, egyet cselgáncsban és egyet kézilabdában.
Az Izlandi Nemzeti Olimpiai és Sportszövetséget 1921-ben alapították, de azt a NOB csak 1935-ben ismerte el.

## Érmesek
| Érem  | Név | Olimpia           | Sport     | Versenyszám        |
| ----- | --- | ----------------- | --------- | ------------------ |
| Ezüst | Vilhjálmur Einarsson | 1956 Melbourne    | Atlétika  | Férfi hármasugrás  |
| Bronz | Bjarni Friðriksson | 1984. Los Angeles | Cselgáncs | Férfi félnehézsúly |
| Bronz | Vala Flosadóttir | 2000. Sydney      | Atlétika  | Női rúdugrás       |
| Ezüst | Nemzeti válogatott: Sturla Ásgeirsson Arnór Atlason Logi Eldon Geirsson Snorri Steinn Guðjónsson Hreiðar Guðmundsson Róbert Gunnarsson Björgvin Páll Gústavsson Ásgeir Örn Hallgrímsson Ingimundur Ingimundarson Sverre Andreas Jakobsson Alexander Petersson Guðjón Valur Sigurðsson Sigfús Sigurðsson Ólafur Stefánsson | 2008. Peking      | Kézilabda | Férfi              |

## Éremtáblázatok

### Érmek a nyári olimpiai játékokon
| Olimpia              | Arany          | Ezüst          | Bronz          | Összesen       |
| 1912, Stockholm      | 0              | 0              | 0              | 0              |
| 1920–1932            | nem vett részt | nem vett részt | nem vett részt | nem vett részt |
| 1936, Berlin         | 0              | 0              | 0              | 0              |
| 1948, London         | 0              | 0              | 0              | 0              |
| 1952, Helsinki       | 0              | 0              | 0              | 0              |
| 1956, Melbourne      | 0              | 1              | 0              | 1              |
| 1960, Róma           | 0              | 0              | 0              | 0              |
| 1964, Tokió          | 0              | 0              | 0              | 0              |
| 1968, Mexikóváros    | 0              | 0              | 0              | 0              |
| 1972, München        | 0              | 0              | 0              | 0              |
| 1976, Montréal       | 0              | 0              | 0              | 0              |
| 1980, Moszkva        | 0              | 0              | 0              | 0              |
| 1984, Los Angeles    | 0              | 0              | 1              | 1              |
| 1988, Szöul          | 0              | 0              | 0              | 0              |
| 1992, Barcelona      | 0              | 0              | 0              | 0              |
| 1996, Atlanta        | 0              | 0              | 0              | 0              |
| 2000, Sydney         | 0              | 0              | 1              | 1              |
| 2004, Athén          | 0              | 0              | 0              | 0              |
| 2008, Peking         | 0              | 1              | 0              | 1              |
| 2012, London         | 0              | 0              | 0              | 0              |
| 2016, Rio de Janeiro | 0              | 0              | 0              | 0              |
| 2020, Tokió          | 0              | 0              | 0              | 0              |
| Összesen             | 0              | 2              | 2              | 4              |

## Érmek sportáganként

### Érmek a nyári olimpiai játékokon sportáganként
| Izland érmei a nyári olimpiai játékokon sportáganként | Izland érmei a nyári olimpiai játékokon sportáganként | Izland érmei a nyári olimpiai játékokon sportáganként | Izland érmei a nyári olimpiai játékokon sportáganként | Az olimpiai zászlaja |

| Sportág   | Arany | Ezüst | Bronz | Összesen |
| --------- | ----- | ----- | ----- | -------- |
| Atlétika  | 0     | 1     | 1     | 2        |
| Kézilabda | 0     | 1     | 0     | 1        |
| Cselgáncs | 0     | 0     | 1     | 1        |
| Összesen  | 0     | 2     | 2     | 4        |